# Scouts musulmans de France
Les Scouts Musulmans de France (SMF) sont un mouvement de scoutisme, de jeunesse et d'éducation populaire français. Ce mouvement éducatif pour les jeunes, à caractère non politique et fondé sur le volontariat, est ouvert à tous, sans distinction d’origine, d'ethnie ou de croyance.
Les SMF appartiennent à une fraternité mondiale de plus de 40 millions de filles et de garçons, qui partagent les mêmes valeurs au sein de deux organisations mondiales : l’Association mondiale des guides et éclaireuses (AMGE) et de l’Organisation mondiale du mouvement scout (OMMS). Les Scouts Musulmans de France sont membres de la Fédération du scoutisme français, depuis 1994, aux côtés des cinq autres mouvements : Éclaireuses Éclaireurs de France (EEDF), Éclaireuses et éclaireurs israélites de France (EEIF), Éclaireuses et Éclaireurs unionistes de France (EEUdF), Scouts et Guides de France (SGDF), Éclaireuses et éclaireurs de la nature (EEdlN) et également de l’Union internationale des scouts musulmans (ar) (IUMS).

## Proposition éducative
Les Scouts Musulmans de France ont pour mission de contribuer à l’éducation des filles et des garçons et à la construction d’un monde plus fraternel, plus tolérant et plus humain. À travers une proposition éducative, ils accompagnent dans la construction d’un système de valeurs basées sur des principes spirituels, sociaux et personnels exprimés dans la Loi et la Promesse scoutes. Ils fondent leurs actions sur le volontariat et le bénévolat, indépendants et non politiques, ils sont ouverts à toutes et à tous, sans distinction de nationalité, de culture, d’origine sociale ou de croyance,,,,.
Les Scouts Musulmans de France se basent sur les principes et méthodes scoutes pour assister l'éducation, l'apprentissage et l'épanouissement du jeune. Y est prônée l'éducation par le jeu et la pratique dans un environnement constant de vie collective et qui est singulier à l'enfant.
Les objectifs pédagogiques varient en fonction de la tranche d'âge, appelée "branche" :
1. Les voyageuses et les voyageurs (7-11 ans)
2. Les éclaireuses et les éclaireurs (11-14 ans)
3. Les pionnières et les pionniers (14-17 ans)
4. Les compagnonnes et les compagnons (17-21 ans)

S'y ajoutent les Assistants Responsables d'Unité, chefs et cheftaines (à partir de 17 ans), qui se chargent chacun d'une patrouille de 5 enfants, dont ils assurent le suivi des activités, mais aussi le suivi personnel, affectif, social, physique ou spirituel, aux travers de rencontres, de rendez-vous hebdomadaires, de sorties ou de camps.

## Histoire
Les Scouts Musulmans de France sont fondés le 20 décembre 1990 par le cheikh Khaled Bentounès. Le premier camp national se tient à Sommevoire (Champagne-Ardenne) en 1991 et réunit des jeunes venus de plusieurs villes de France. Il est agréé Mouvement de Jeunesse et d'Éducation Populaire par le Haut commissariat à la jeunesse en 1992. Ils deviennent membre de la Fédération du Scoutisme Français. Des accords sont signés avec des mouvements scouts méditerranéens à Rabat, au Maroc. En 1994, les SMF deviennent membres de l’OMMS (Organisation Mondiale du Mouvement Scout), de l’AMGE (Association Mondiale des Guides et Éclaireurs) et de l’IUSM (Union Internationale des Scouts musulmans),.